# العلاقات الأرمينية الإريترية
العلاقات الأرمينية الإريترية هي العلاقات الثنائية التي تجمع بين أرمينيا وإريتريا.

## مقارنة بين البلدين
هذه مقارنة عامة ومرجعية للدولتين:
| وجه المقارنة                                              | أرمينيا                    | إريتريا                                      |
| --------------------------------------------------------- | -------------------------- | -------------------------------------------- |
| المساحة (كم2)                                             | 29.74 ألف                  | 117.60 ألف                                   |
| عدد السكان (نسمة)                                         | 2.93 مليون                 | 6.33 مليون                                   |
| الكثافة السكانية (ن./كم²)                                 | 98.52                      | 53.83                                        |
| العاصمة                                                   | يريفان                     | أسمرة                                        |
| اللغة الرسمية                                             | لغة أرمنية                 | اللغة التغرينية، اللغة العربية، لغة إنجليزية |
| العملة                                                    | درام أرميني                | ناكفا                                        |
| الناتج المحلي الإجمالي (بليون دولار)                      | 11.54 مليار                | 2.61 مليار                                   |
| الناتج المحلي الإجمالي (تعادل القوة الشرائية) بليون دولار | 25.41 مليار                |                                              |
| الناتج المحلي الإجمالي الاسمي للفرد دولار أمريكي          | 3.49 ألف                   |                                              |
| الناتج المحلي الإجمالي للفرد دولار أمريكي                 | 8.07 ألف                   |                                              |
| مؤشر التنمية البشرية                                      | 0.743                      | 0.391                                        |
| رمز المكالمات الدولي                                      | +374                       | +291                                         |
| رمز الإنترنت                                              | .am، .հայ ‏                 | .er                                          |
| المنطقة الزمنية                                           | ت ع م+04:00، توقيت أرمينيا | ت ع م+03:00                                  |

## منظمات دولية مشتركة
يشترك البلدان في عضوية مجموعة من المنظمات الدولية، منها:
| علم المنظمة | اسم المنظمة                        | تاريخ انضمام أرمينيا | تاريخ انضمام إريتريا |
| ----------- | ---------------------------------- | -------------------- | -------------------- |
|             | مؤسسة التمويل الدولية              | 18 أبريل 1995        | 11 أكتوبر 1995       |
|             | منظمة حظر الأسلحة الكيميائية       | ?                    | ?                    |
|             | يونسكو                             | 9 يونيو 1992         | 2 سبتمبر 1993        |
|             | الاتحاد الدولي للاتصالات           | 30 يونيو 1992        | 6 أغسطس 1993         |
|             | الأمم المتحدة                      | 2 مارس 1992          | 28 مايو 1993         |
|             | منظمة الشرطة الجنائية الدولية      | ?                    | ?                    |
|             | البنك الدولي للإنشاء والتعمير      | 16 سبتمبر 1992       | 6 يوليو 1994         |
|             | الاتحاد البريدي العالمي            | ?                    | ?                    |
|             | مؤسسة التنمية الدولية              | 25 أغسطس 1993        | 6 يوليو 1994         |
|             | وكالة ضمان الاستثمار متعدد الأطراف | 5 ديسمبر 1995        | 10 سبتمبر 1996       |

## وصلات خارجية
- موقع وزارة الخارجية الأرمينية